# Pauline Zimmerli-Bäurlin

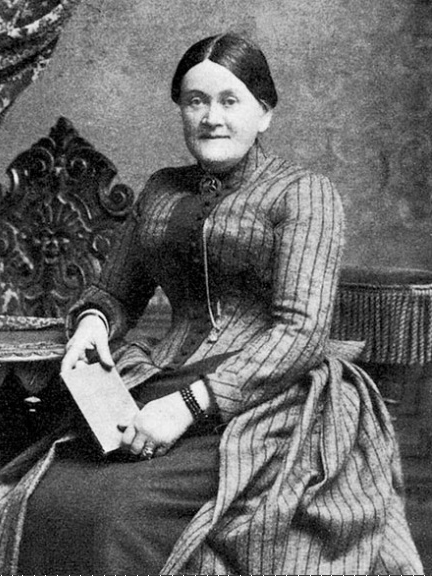
Pauline Zimmerli-Bäurlin

Ida Pauline Zimmerli-Bäurlin (* 7. Juli 1829 in Aarau; † 8. Mai 1914 in Aarburg) war eine Schweizer Unternehmerin und Erfinderin der 2-Nadel-Strickmaschine.

## Leben und Werk
Zimmerli-Bäurlin wurde 1829 als Tochter von Samuel Bäurlin und Luise Bäurlin (geborene Hässig) geboren. Nach einer Ausbildung zur Handarbeitslehrerin unterrichtete sie in Brugg und Aarburg. 1859 heiratete sie Johann Jakob Zimmerli, der aus erster Ehe bereits sechs Kinder hatte. 1860 kam ihr Sohn Oscar auf die Welt. 1871 musste ihr Ehemann aus wirtschaftlichen Gründen seine Rotfärberei schliessen. Nach dem Konkurs begannen die Eheleute in Aarburg eine Firma mit Strickmaschinen aufzubauen. Das Ehepaar erfuhr von einer neuen Strickmaschine, welche Socken und Strümpfe herstellen konnte. Der Durchbruch gelang, als Pauline Zimmerli-Bäurlin das Handstricken von Rippen auf die Strickmaschine übertrug und damit die 2-Nadel-Strickmaschine erfand. Mit dieser Erfindung legte sie den Grundstein für die Schweizer Trikotindustrie.
Von 1874 an leitete sie das Unternehmen, aus dem später die Zimmerli Textil AG entstand. 1881 trat ihr Sohn Oscar ins Unternehmen ein, und sie führten die Firma zusammen.